# 제이 브래넌
제이 브래넌(Jay Brannan, 1982년 3월 29일 ~ )은 미국의 싱어송라이터이자 배우이다. 브래넌은 텍사스에서 태어나 잠시 오하이오에서 공부했다. 하지만, 배우가 되고나서는 캘리포니아로 이동했다. 2006년 영화 《숏버스》에서 세스 역할로 출연하였으며, 영화의 사운드트랙 곡도 불렀다. 브래넌은 유튜브를 기반으로 팬덤을 형성하고 있으며, 2007년에 EP를 발매하였다. 브래넌은 3개의 정규 음반을 발매하였다. 브래넌은 동성애적인 면이 있지만, 음악가라고 불리고 싶어하며 "게이 가수"라고 불리기 싫다고 한다.

## 성장 과정
브래넌은 1982년 3월 29일 텍사스의 한 중상층 가정에서 태어났다. 아버지는 석유 기술자이며, 어머니는 교사이다. 브래넌의 가족이 보수적인 침례교 집안이여서, 브래넌의 동성애적인 기질인 받아들이기 어렵다고 한다. 브래넌은 신시내티에서 대학교를 다니다가, 배우가 되기 위해 팜스프링스를 거쳐 로스앤젤레스로 이주하였다. 2002년, 브래넌은 남자친구와 헤어진 뒤 뉴욕으로 이동하여 오디션 테이프를 제출하였다.

## 경력

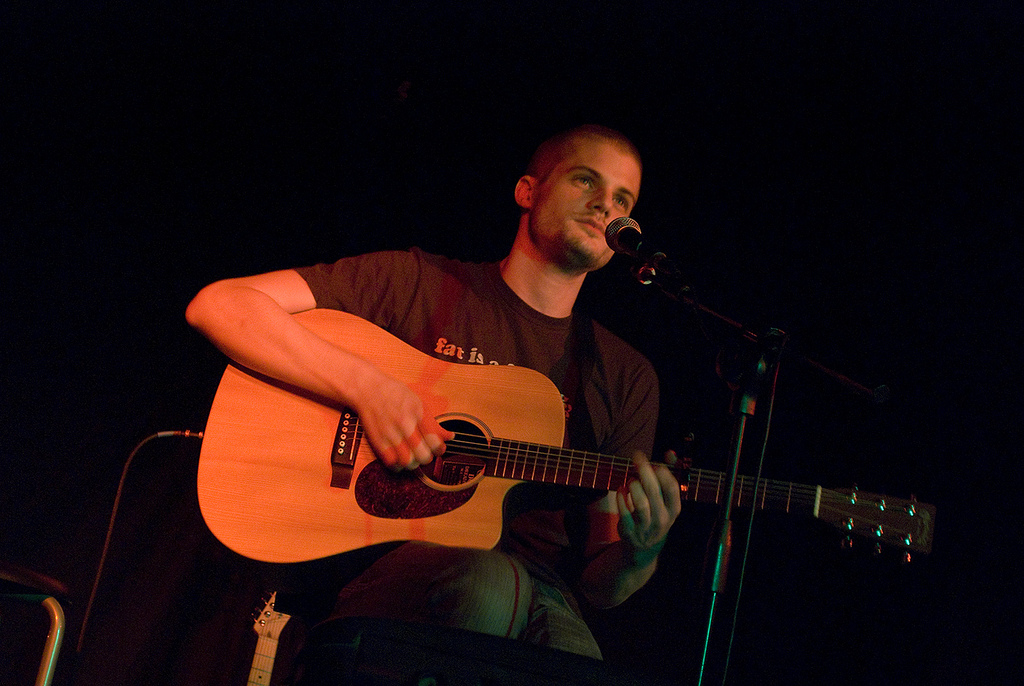
2008년 로마에서 공연중인 브래넌

브래넌은 2003년에 영화 《숏버스》에 캐스팅되어, 세스 역할을 맡게 되었다. 영화 노골적인 성적 장면들이 많았으며, 세스 역할 또한 그랬다. 브래넌은 사운드트랙 "Soda Shop"을 불렀으며, 브래넌은 이 노래를 "전문적으로 처음 녹음한 노래"라고 하였다. 노래는 팀 러브 레코드에 의해 발매되었다. 브래넌은 유튜브에 기타를 치며 노래를 부르는 영상을 올리기 시작하였다. 브래넌은 회사의 스폰서 없이 마이스페이스나 블로그스팟 등을 이용하여 팬덤을 형성하고 있다. 2007년 영화 《홀딩 트레버》에 제이크 역할로 등장하였다. 그 후, 브래넌은 disasterpiece 또는 Unmastered라는 이름의 EP를 발매하였고, 2008년에는 2곡이 추가되어 재발매하였다.
2008년 7월, 브래넌은 첫 정규 음반 Goddamned를 자신 소유의 레이블 그레이트 디프레션 레코드(Great Depression Records)를 통해 발매하였고, 10일동안 투어를 하였다. 같은 해, 브래넌은 교정직을 그만두고 콘서트와 음원 등으로 돈을 벌기 시작하였다. 두 번째 정규 음반 In Living Cover는 2009년 발매되었고, 2009년 7월 25일에는 빌보드의 탑 히트시커스 차트에 이름을 올렸다. 2012년에는 세 번째 정규음반 Rob Me Blind를 발매하였다.

## 음악 스타일

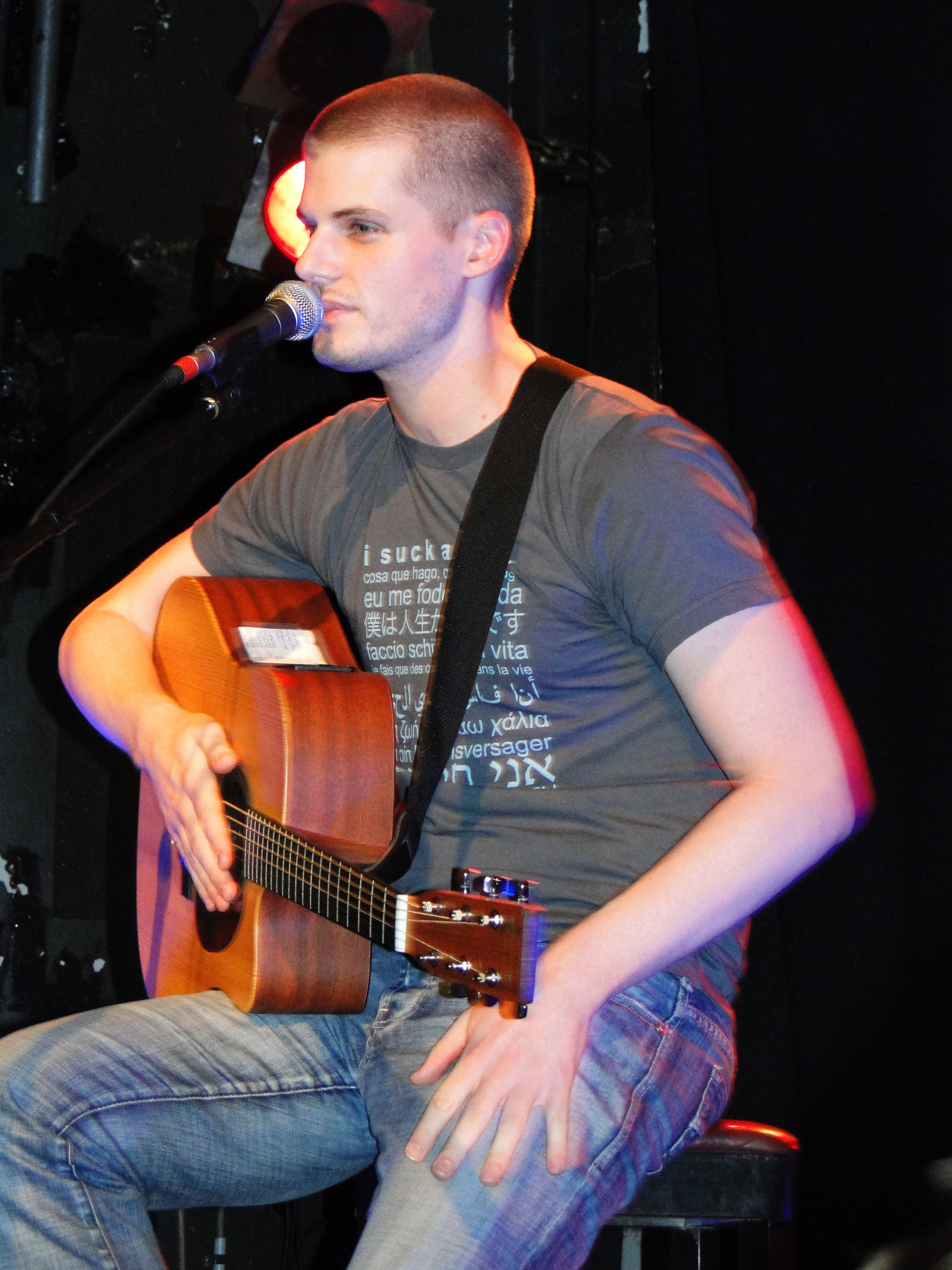
2009년 함부르크에서 공연중인 브래넌

브래넌은 테너이다. 올뮤직은 브래넌은 현대 싱어송라이터라고 표현하며, 아니 디프랭코, 리사 롭, 시네이드 오코너, 리즈 페어 등과 같은 여자 가수들과 비교를 하였다.

## 디스코그래피
EP
- Unmastered (2007)

스튜디오 음반
- Goddamned (2008)
- In Living Color (2009)
- Rob Me Blind (2012)

## 출연 작품
| 영화 | 영화        | 영화   |
| 연도 | 제목        | 역할   |
| ---- | ----------- | ------ |
| 2006 | 숏버스      | 세스   |
| 2007 | 홀딩 트레버 | 제이크 |

## 수상 및 후보
- 2006년 고섬상 "Best Ensemble Cast" 후보 (영화 숏버스)[14]
- 2012년 지니상 "Best Achievement in Music - Original Song" 후보 (노래 "My Love, My Love")[14]